# Vittorio Morace
Vittorio Morace (Napoli, 21 maggio 1941 – Cadice, 19 luglio 2022) è stato un armatore e dirigente sportivo italiano.
Soprannominato il Comandante, dal 2005 al 2018 è stato presidente del Trapani Calcio, che ha portato alla scalata dall'Eccellenza alla Serie B. È stato anche, fino al 2016, presidente della Liberty Lines.

## Biografia
Figlio dell'avvocato marittimo Ettore Morace, diplomatosi Capitano di lungo corso all'istituto Nautico di Napoli intraprende l'attività di piccolo armatore di navi da carico, con la "Constance". Nel 1970 è già amministratore delegato di Alilauro-Aliscafi del Tirreno Spa e un decennio dopo di Alisur S.A nelle Canarie, dove resta fino al 1987. Dal 1989 al 1993 è direttore generale e poi amministratore delegato di SNAV S.P.A.
Nel 1993 fonda la Ustica Lines con base a Trapani e inizia l'attività di trasporti veloci per passeggeri via mare sulla rotta "Napoli – Ustica – Favignana – Trapani" e "Trapani - Pantelleria – Tunisia". La società oggi, con oltre 400 dipendenti, è leader dei collegamenti veloci da e per la Sicilia.
Nel 2016, trasferitosi ormai a Malaga in Spagna, lascia anche la presidenza di Liberty Lines al figlio Ettore.
Il 15 febbraio 2018 è stato soggetto al sequestro dei suoi beni per 10 milioni di euro, incluso il 97,17% della Liberty Lines, a seguito dell'inchiesta Mare Monstrum, che vede coinvolto anche il figlio Ettore. Nel dicembre 2019 viene prosciolto dal Gup di Palermo che ha dichiarato nei suoi confronti "il non luogo a procedere in relazione alla malattia che lo ha colpito".

### Dirigente sportivo
Nell'estate del 2005, Morace ha rilevato, da Antonino Birrittella (finito in guai giudiziari per la sua attività professionale), il Trapani Calcio, in uno stato di ennesima crisi finanziaria. Il club lo rilanciò nei campionati professionistici e con tre promozioni, nel 2013, portò per la prima volta in assoluto la squadra calcistica in Serie B, dopo che la società, in periodi passati, sfiorò tale categoria. La compagine ha anche sfiorato la promozione in Serie A nel campionato 2015-2016, dopo aver perso la finale play-off contro il Pescara.
Il 17 ottobre 2013 diventa cittadino onorario della città di Trapani per meriti sportivi, conferitagli dall'allora sindaco Vito Damiano.
Si è dimesso dall'incarico di presidente il 26 marzo 2018, in seguito all'indagine che lo ha visto accusato di corruzione, lasciando il posto a Paola Iracani.
Nell'estate dello stesso anno, Vittorio Morace manifesta la volontà di cedere la società sportiva dopo le vicende giudiziarie che hanno coinvolto la Liberty Lines, mantenendo la proprietà. Dopo la controversia che ha coinvolto Morace e l’imprenditore Francesco Agnello e la successiva trattativa con il finanziere romano Giorgio Heller , il 5 marzo 2019 il Trapani Calcio s.r.l. viene ceduto alla società "FM Service srl" di Maurizio De Simone.

## Vita privata
Morace era sposato con Anne Marie Collart, avvocato immobiliarista olandese e inoltre, dal 2012 al 2018, direttore generale del Trapani. Cinque dei suoi otto figli, Ettore, Adriana, Cristina, Gianluca e Fiammetta, sono nati dal precedente matrimonio con la napoletana Daniela Martone.